# Ana Vanessa Herrero
Ana Vanessa Herrero es una fot̟ógrafa y periodista venezolana. Es corresponsal de The Washington Post.

## Biografía
En 2015, siendo corresponsal de NTN24, entrevistó al ministro de Alimentación Yván Bello sobre el desabastecimiento en Venezuela, denunciando después haber recibido amenazas tras haber publicado un video de su respuesta ante dicha pregunta.
Herrero es corresponsal de The Washington Post en Caracas. Reveló el escándalo de casos de abuso sexual de la Iglesia católica en Venezuela en cinco estados de Venezuela y denuncias en al menos once de estos. Este reportaje alcanzó gran repercusión, con exigencias de distintas ONG a la Conferencia Episcopal para investigaciones de las denuncias. Hizo también un reportaje sobre las misteriosas muertes de tortugas en Venezuela.